# Blumenthal
Blumenthal è un comune di 667 abitanti dello Schleswig-Holstein, in Germania.

Appartiene al circondario di Rendsburg-Eckernförde ed è parte dell'Amt Molfsee.